# Лонки
Лонки (укр. Лонки) — село в Волочисском районе Хмельницкой области Украины.
Население по переписи 2001 года составляло 486 человек. Почтовый индекс — 31213. Телефонный код — 3845. Занимает площадь 1,61 км². Код КОАТУУ — 6820989403.

## Местный совет
31212, Хмельницкая обл., Волочисский р-н, с. Яхновцы